# Ivoneide Caetano
Ivoneide Souza Caetano ou simplesmente Ivoneide Caetano (Biritinga, 10 de setembro de 1972) é uma advogada e política brasileira baiana filiada ao Partido dos Trabalhadores (PT).

## Candidatura à Prefeitura de Camaçari
Nas eleições municipais de 2020, Ivoneide Caetano foi candidata à prefeitura de Camaçari, na Bahia, pelo Partido dos Trabalhadores (PT). Ela concorreu pela coligação "Camaçari pra quem vive aqui", formada por PT, PP, PSD, PCdoB, PSB, PROS, MDB e Podemos. Teve como candidato a vice-prefeito Fábio Lima (PP).
Na ocasião, Ivoneide obteve 52.569 votos, o que representou 40,52% dos votos válidos, ficando em segundo lugar na disputa. O prefeito reeleito foi Elinaldo (à época filiado ao Democratas), que venceu o pleito com 68.927 votos (53,12% dos votos válidos).

## Deputada federal
Nas eleições estaduais de 2022 foi eleita pelo Partido dos Trabalhadores (PT), deputada federal à uma cadeira na Câmara dos Deputados para a 57.ª legislatura (2023 — 2027) com 105.885 votos pelo estado da Bahia.

## Desempenho eleitoral
| Ano  | Eleição               | Cargo            | Partido | Partido                 | Coligação                                                              | Vice            | Votos           | Resultado  | Ref   |
| ---- | --------------------- | ---------------- | ------- | ----------------------- | ---------------------------------------------------------------------- | --------------- | --------------- | ---------- | ----- |
| 2020 | Municipal de Camaçari | Prefeita         |         | PT                      | Camaçari pra quem vive aqui (PT, PP, PSD, PCdoB, PSB, PROS, MDB, PODE) | Fábio Lima (PP) | 52.569 (40,52%) | Não eleita | [ 2 ] |
| 2022 | Estadual da Bahia     | Deputada Federal |         | PT (Fed. PT, PCdoB, PV) | -                                                                      | —               | 105.885 (1,33%) | Eleita     | [ 4 ] |